# Radio 1 (Ghana)
Pour les articles homonymes, voir Radio 1.
Radio 1 est une station de radio ghanéenne appartenant au groupe audiovisuel public Ghana Broadcasting Corporation.

## Histoire
La radiodiffusion fait ses premiers pas dans le pays en 1935, sous l'impulsion de Sir Arnold Hodson, alors gouverneur britannique de la Côte-de-l'Or (nom du Ghana avant son indépendance). Radio ZOY, ancêtre de Radio 1, diffuse alors à raison de quelques heures par jour, en anglais, en fanti, en twi, en ga et en ewe (plus tard également en haoussa). En 1953, le service est intégré au Gold Coast Broadcasting System (GCBS), qui devient le Ghana Broadcasting Corporation (GBC) en 1957, au moment de l'indépendance.

## Diffusion
Radio 1 est une des deux stations de radio généralistes à vocation nationale, c'est-à-dire couvrant l'ensemble du territoire. Sa mission est d'informer, de promouvoir les valeurs nationales et de divertir les auditeurs. Elle diffuse des programmes en anglais, akan, dagbani, ewe, ga, haoussa et nzema.